# 제리 롤링스
제리 존 롤링스(영어: Jerry John Rawlings, 1947년 6월 22일~2020년 11월 12일)는 가나의 군인이자 정치가이며, 1979년, 1981년~1993년, 1993년부터 2001년까지 가나의 대통령을 역임하였다. 
1993년 이전 집권 시기는 쿠데타로 집권한 것이고, 한번은 군사정권, 한번은 본인이 세운 민간정권을 쿠데타로 뒤집었다. 이후 민주화를 받아들이면서 1992년 대선과 1996년 대선을 연달아 승리해 2001년까지 집권하고 3연임 욕심을 부리지 않고 퇴임했다. 

## 사망
롤링스는 공개되지 않은 질병으로 입원한 지 일주일 후인 2020년 11월 12일 아크라에 있는 코렐부 교수 병원에서 사망했다. 이후 밝혀진 바에 의하면 코로나 19 감염으로 사망했다고 한다. 나나 아쿠포아도 대통령은 7일간의 애도 기간을 선포하고 조기를 게양했다. 그의 가족들은 가나 정부에 그를 볼타주의 케타에 매장해 달라고 부탁했다.

## 역대 선거 결과
| 선거명      | 직책명        | 대수 | 정당         | 득표율 | 득표수      | 결과 | 당락 |
| ----------- | ------------- | ---- | ------------ | ------ | ----------- | ---- | ---- |
| 1992년 선거 | 가나의 대통령 | 7대  | 국민민주회의 | 58.40% | 2,323,135표 | 1위  |      |
| 1996년 선거 | 가나의 대통령 | 7대  | 국민민주회의 | 57.37% | 4,099,758표 | 1위  |      |